# C・J・ベサード
C・J・ベサード（Casey Jarrett Beathard [ˈbɛθɛrd]; 、1993年11月16日 - ）は、アメリカ合衆国テネシー州出身のアメリカンフットボール選手である。ポジションはクォーターバック。

## 経歴

### プロ入り前
アイオワ大学に入学した彼は1年目の2012年はレッドシャツで過ごした。
2013年9月21日の西ミシガン大学戦でデビュー、54ヤードのパスを通すとともに、4回のランで30ヤードを獲得した。11月9日のパデュー大学戦で5ヤードのTDランをあげた。またネブラスカ大学戦でも4ヤードのTDランをあげた。ルイジアナ州立大学とのアウトバックボウルで初のTDパスを決めた。この年5試合に出場し、パスで179ヤード、1TD、2INT、ランで49ヤード、2TDをあげた。
2014年も控えQBを務めた。ピッツバーグ大学戦でジェイク・ラドックが負傷したため後半より出場、7-17とリードされていた試合を24-20と逆転に導いた。アイオワ州立大学に敗れた後、16年目のヘッドコーチ、カーク・フェレンツへの批判の声が強まった。ベサードはパデュー大学戦に先発して勝利したが、バイウィーク明けのインディアナ大学戦ではラドックが先発した。どちらのQBを起用するべきかファンの間で論争が起きたが、シーズン残り試合はラドックが先発、ノースウェスタン大学戦では48-7と大勝したが、ミネソタ大学戦では14-51と大敗した。ウィスコンシン大学戦では相手RBメルビン・ゴードンの活躍もあり、24-26と惜敗、ネブラスカ大学戦では17点リードしながら、延長の末34-37で敗れた。チームはテネシー大学とのタックススレイヤーボウルに出場、この試合でベサードは、ラドックとスナップを分け合い、前半は2人ともボールをドライブで進めることができず、7-35で折り返したが、後半の大部分でベサードが起用され、28-45で試合を終えた。この試合終了後、わずかたった時点でフェレンツヘッドコーチは、異例となるデプスチャートの公表を行い、ベサードが先発QBとして起用されることとなり、ラドックはジム・ハーボーが新ヘッドコーチとなるミシガン大学に転校した。
2015年、ベサードはパス2,570ヤード、14TD、3INTの成績を残しチームは開幕から12戦全勝、彼はコーチ、メディアによってそれぞれビッグ・テン・カンファレンスのセカンドチームに選ばれた。連勝はミシガン州立大学とのカンファレンスチャンピオンシップで13-16と敗れ止まった。この試合で彼は217ヤードを獲得、1TD、1INTの成績であった。スタンフォード大学とのローズボウルで239ヤードを獲得、2TD、1INT、チームは16-45で敗れた。
2016年、チームは8勝4敗、フロリダ大学とのアウトバックボウルでは3－30で敗れた。この年彼は1,929ヤードを獲得、17TD、10INTの成績を残した。
シニアボウルに彼は招待された。NFLコンバインにも参加したが、ハムストリングを痛めているため、40ヤードダッシュ、ショートシャトル、3コンドリルは行わなかった。

### プロ入り後

#### サンフランシスコ・49ers
2017年のNFLドラフトでは3巡目（全体104位）にサンフランシスコ・フォーティナイナーズから指名された。2017年6月12日、フォーティナイナーズと4年契約を結んだ。2017年シーズン初め、カイル・シャナハン・ヘッドコーチ (HC) は、ベサードをブライアン・ホイヤーのバックアップQBに指名した。
2017年10月15日、第6週のワシントン・レッドスキンズ戦の第2クォーターでベサードはホイヤーに代わって出場し、NFLデビューを果たした。この試合でベサードはパス36回中19回（245パスヤード）を成功、さらにキャリア初となるタッチダウンパスも決めた。試合後、ベサードは先発QBに抜擢された。第7週のダラス・カウボーイズ戦では10対40の敗北を喫した。第8週のフィラデルフィア・イーグルス、第9週のアリゾナ・カージナルス戦では合計461ヤードを獲得、1TD、3INT、ランで56ヤードを獲得した。開幕から8連敗したチームは10月30日にニューイングランド・ペイトリオッツとのトレードでジミー・ガロポロを獲得、ホイヤーを解雇した。
第10週のニューヨーク・ジャイアンツ戦でチームは31対21でシーズン初勝利を収めた。この試合で彼はパス25回中19回成功、288ヤードを獲得、マーキーズ・グッドウィンへの83ヤードのTDパスなど、2TD、1INT、TDランもあげた。第11週のシアトル・シーホークス戦で脚と臀部を負傷、第4Qにジミー・ガロポロが交代出場した。ベサードの怪我は深刻なものではなかったが、シーズン残り試合はガロポロが先発QBを務めた。この年彼は7試合に出場し、パス224回中123回成功（成功率54.9%）、1,430ヤードを獲得、4TD、6INTの成績を残した。またランで136ヤードを獲得、3TDをあげた。
2018年をガロポロの控えQBとして迎えたが、第3週のカンザスシティ・チーフス戦でガロポロが前十字靭帯を断裂し、シーズン絶望となったことから、先発QBに昇格した。第4週のロサンゼルス・チャージャーズ戦では27-29と敗れたが、TEジョージ・キトルへ82ヤードのTDパスを決めた。第5週のアリゾナ・カージナルス戦では自己ベストの349ヤード、2TD、2INTを記録したがこの試合も敗れた。第8週のアリゾナ・カージナルス戦の後、手首を痛めた彼の代わりにニック・マレンズが先発QBとなった。シーズン残り試合に出場することがなく、この年1,252ヤードを獲得、8TD、7INT、ランで69ヤード、1TDの成績を残した。
2019年シーズンは出場試合が無かった。
2020年シーズンはガロポロ、マレンズが共に怪我を負ったため第16週のカージナルス戦に先発した。
このシーズンでは先発2試合含む6試合に出場した。
49ersでは通算12試合に先発し、パス成功率58.6％、3,469ヤード、タッチダウン18回、インターセプト13回という成績であった。

#### ジャクソンビル・ジャガーズ
2021年3月25日にジャクソンビル・ジャガーズと2年500万ドルで契約した。
2023年2月24日に契約を延長した。
2024年8月27日にジャガーズからリリースされたが、11月6日に再びジャガーズと契約した。

## 人物
祖父はプロフットボール殿堂入りを果たしたボビー・ベサード、大叔父のピート・ベサードも元NFL選手である。2019年12月21日、ロングアイランド大学の先発QBを務めていた弟がナッシュビルのバーの外で刺殺された。